# ユースケ・サンタマリア
ユースケ・サンタマリア（1971年3月12日 - ）は、日本の俳優、歌手、タレント。本名：中山 裕介（なかやま ゆうすけ）。大分県大分市出身。ジャパン・ミュージックエンターテインメント所属。愛称はユースケ。

## 来歴
大分市立王子中学校、大分市立碩田中学校に3年1学期に転入、大分東明高等学校卒業。地元大分でバンド「XYZマーダーズ」を結成。コンテスト等にて人気急上昇するも、高校卒業と同時に解散。その後、程なくしてグループ・サウンズのロックバンド「NUTTIES」を結成。日本クラウンよりCD1枚、自主制作でアルバム2作を発表。ソロ活動としてもエフエム大分にて「88ロックファクトリー」司会等で活動。

### 1990年代
九州時代の仲間「Z-BACK」のVo：時正を頼って上京し、ラテンロックバンド「BINGO BONGO」のボーカル&MCとして加入。音楽はCMにも起用された。当時から人を惹きつけるパフォーマンスや司会の仕切りは上手かった。
BINGO BONGOでデビューを果たした中、フジテレビの番組『アジアNビート』に単独で出演。番組開始前にマネージャーから同局の『ASIA BAGUS!』の司会だと聞かされていたが、制作会社に行ってみたら番組名も違い、そこはオーディション会場でマネージャーの勘違いが発覚。制作会社の人に「『アジアNビート』という新番組が始まりました。君が映りました。どうする!?」と言われ、すかさず「アジア〜ン ビ〜ト〜!」と叫んだところ、オーディションに合格し、2年間出演した。
その後、スペースシャワーTVでウルフルズのトータス松本とコンビで、生放送の2時間番組『夕陽のドラゴン』の司会を務める（1995年4月 - 1997年3月）。放送開始当時、全くの無名だった両者は「捨てる物なし、怖いものなし」精神で、渋谷のオープンスタジオを気軽に抜けて街中をアポなし中継する等、現在の2人の知名度を思えば考えられない大らかな番組だったが、ウルフルズのシングル「ガッツだぜ!!」がブレイクするや否やトータスの人気が急上昇した。番組も徐々に知られるようになると、渋谷から六本木のスペースシャワーTV局内へ中継場所を変更し、加えてウルフルズのライヴツアーの都合上、生放送できずに収録となる週も増えていった。トータスが多忙、ユースケが暇という状態が続き、ユースケがクサることも。トータスはそんなユースケを気遣いつつ見守る。番組収録も兼ねて、ユースケがウルフルズのライヴツアーに同行し、舞台に飛び入り参加したこともあって、当時メンバーから「ウルフルズ第五のメンバー」と冗談交じりに呼ばれていた。番組終了間近はちょうど『踊る大捜査線』の収録が佳境であり、刑事ものの『踊る大捜査線』に因んで、2人で警官コスプレ姿のまま放送した週もあった（BINGO BONGOは、この時期に解散している）。この番組での共演がきっかけで、ウルフルズのアルバム『バンザイ』に収録されている「ダメなものはダメ」に間奏の語りで参加している。
トヨタCMでの篠原ともえとの音楽ユニット「カロゴンズ」や、日本テレビ系『新橋ミュージックホール』で共演したビートたけし・トータス松本との音楽ユニット「ぢ・大黒堂」でも知名度を上げ始める。
テレビ朝日の深夜番組『VIDEO JAM』に出演してコントをやっていたところを、『踊る大捜査線』のキャスティングで頭を悩ませていたフジテレビのプロデューサー、亀山千広が観ていて「一度会ってみたい」ということになり、その結果、同作に出演。役者・タレントとして確固たる地位を築いた。『VIDEO JAM』では、ユースケ個人のコーナーがあり、主にユースケの女好きっぷりといい加減、ハイテンション一人喋りをフィーチャーしたコーナーだった。BINGO BONGOファン以外にもユースケ個人の人気が出始めていた頃で、このコーナーでもBINGO BONGOのライブ映像が流されていた。後にこのコーナーで自身が参加していた劇団のパフォーマンスもスタジオ脇ロケで披露された。
1998年秋、草彅剛（放送開始当時SMAP）と共演のテレビ朝日の深夜番組『『ぷっ』すま』が放送開始。テレビ番組としての流れや段取りをほとんど無視した、自由さを前面に出したバラエティ番組で、2018年3月まで約20年間放送された。

### 2000年代
2000年、フジテレビ系で放送されたドラマ『花村大介』で連続ドラマ単独初主演を果たす。同年にはサザンオールスターズの桑田佳祐とともに、同じくフジテレビで音楽バラエティ番組『桑田佳祐の音楽寅さん 〜MUSIC TIGER〜』が放送開始。同番組のオープニングサウンドステッカー『MUSIC TIGER』に合いの手で参加した。翌2001年に完結。その後は『27時間テレビ』等スペシャル番組で復活している。この番組の共演から、桑田佳祐のソロシングル『白い恋人達』のMVにも友情出演している。桑田から誕生日祝いにサーフボードをもらったが、ユースケはサーフィンをやらないため、自宅ベランダに放置している。
2002年、ゆずのシングル曲『恋の歌謡日』に冒頭の語りで参加。これはボツとなり一度だけ『ラジアンリミテッド』内でオンエアされただけであり、ファンの中でもほぼ黒歴史とされている。同年ドラマ『アルジャーノンに花束を』で主演を務め、「知的障害者の役で、小学校低学年の知能を持つ成人が脳手術を受けたことにより徐々に知能が上がり、それにより日を追うごとに変わっていく言動や心の揺れを演じ分ける」という難役を演じた。
2003年には、初の主演ミュージカル『Don't trust over 30』が公演された。
2004年2月 - 3月、体調不良により仕事を休業。番組にはワンショットのみ映る、といった不自然な出演が続く。顔はガリガリにこけ、不調の理由も明らかにされなかったことから、一時重病説が横行したが、後にウェブサイト「文春オンライン」のインタビューで、精神面での疲労から来る体調不良で悩んでいた時期だった事を語っている。TBSドラマ『ホームドラマ!』にて本格的に仕事復帰。同年年末放送のスペースシャワーTV開局15周年番組『スペシャ15祭! 夢の青白歌合戦』に司会で登場、トータス松本と警官コスプレ姿で、ユニットの唯一のオリジナル曲「テクノロジーオヴラヴ 〜名古屋まで2km〜」を披露。
2005年公開の映画『交渉人 真下正義』では映画初主演を果たし、興行成績43億と同年実写映画No.1となり、同映画で第29回日本アカデミー賞優秀主演男優賞を受賞（授賞式は翌年2006年3月に実施）。夏には、主演を務める舞台『姫が愛したダニ小僧〜Princess and Danny Boy〜』が上演された。また、同年1月からフジテレビ系列のクイズ番組『平成教育予備校』（後に『熱血!平成教育学院』→『1年1組 平成教育学院』に改題）の講師（司会）に就任し、2011年9月の番組終了まで6年間務めた。
2006年、春クールドラマ『愛と死をみつめて』にて、当時『「ぷっ」すま』でコンビを組んでいた草彅とドラマでの初共演を果たした。この出演は友情出演である。夏には主演2作目の映画『UDON』、冬には出演映画『酒井家のしあわせ』が上映された。
2007年、1月クールの『今週、妻が浮気します』（フジテレビ系列）にて、3年ぶりのドラマ主演を務めた。6月には、脚本に惚れ込み出演したワンシチュエーション・サスペンス映画『キサラギ』が上映された。年末には新設される劇場シアタークリエでのこけら落とし公演「恐れを知らぬ川上音二郎一座」の座長を務めた。
2008年、1月クールに小栗旬初主演ドラマ『貧乏男子 ボンビーメン』に出演し、今まで多かった善人役とは違うキャラクターを演じた。ドラマのオファーを受けた時は、約2か月に渡る長丁場の舞台に出演しており、スケジュールの関係でドラマ出演を決め兼ねていたところへ、小栗本人から直接メールをもらったため、最終的に出演オファーを受けたというエピソードが後に2人の雑誌対談で語られた。8月下旬には、自身が初監督を務めたショートフィルム『R246 STORY-弁当夫婦-』が公開された。10月には、郷里である大分県で開催されたチャレンジ!おおいた国体開会式の司会を務めた。
2009年、1月末に『20世紀少年 -第2章- 最後の希望』、2月に『少年メリケンサック』、5月に『鈍獣』と、出演映画が立て続けに公開された。4月から復活した『桑田佳祐の音楽寅さん』に桑田と共にレギュラー出演した。ドラマでは、『救命病棟24時』第4シリーズに医局長・澤井悦司役で出演。クールなエリート医師という、バラエティ番組などで見せる顔とは大きく異なる役どころを演じた。2009年年末から2010年年始にかけて、Bunkamura20周年記念企画としてシアターコクーンにて上演された舞台『東京月光魔曲』に出演した。

### 2010年代
2010年、年始めから7年ぶりに復活した人気シリーズ『踊る大捜査線 THE MOVIE3 ヤツらを解放せよ!』の撮影が始まり、7月3日に映画が公開された。自身としても『交渉人 真下正義』以来、5年ぶりに真下正義役を演じた。春から初夏にかけて撮影された映画『日輪の遺産』には、教師役の野口孝吉として出演した。
2011年、冬クールドラマ『LADY〜最後の犯罪プロファイル〜』では『踊る大捜査線』作品以外で刑事役で出演。同年3月からWOWOWで放送された社会派ドラマ『CO 移植コーディネーター』では、吉岡秀隆と共に臓器移植コーディネーターを好演。4月に劇団ハイバイの人気作「て」のリニューアル版として、青山円形劇場で上演される「その族の名は『家族』」に主演し、母親役に挑戦した。また、夏クールのフジテレビドラマ『絶対零度〜特殊犯罪潜入捜査〜』では、全編を通しての黒幕である木幡雄一を見事に演じ、ドラマの終盤から登場し、物語を最高潮に盛り上げた。さらに、NHKの冬クールドラマ10の『カレ、夫、男友達』では、妻に暴力を振う夫を演じ、年間を通して4本のドラマに出演することになる。
2012年、東京TBS赤坂ACTシアターおよび大阪森ノ宮ピロティホールで上演されたブロードウェイミュージカル『モンティ・パイソンのスパマロット』に主演。二度目のミュージカル出演であり、9年ぶりに舞台で歌とダンスを披露し、好評を得た。
2013年、フジテレビ日曜21時ドラマチック・サンデー枠の『dinner』に出演。この作品後、フジテレビは日曜21時のドラマ枠を廃止した。6月にはスペシャルドラマ『ガリレオXX 内海薫最後の事件 愚弄ぶ』に出演。『ガリレオ』シリーズの人気キャラクターである内海薫を翻弄する上念研一役を好演した。同じく6月には、映画監督・木下惠介生誕100年プロジェクトの一つとして製作された映画『はじまりのみち』が公開された。ユースケは、恵介の兄である木下敏三として同映画に出演した。7月からは舞台『小野寺の弟・小野寺の姉』に出演し、東京と大阪で舞台公演を行った。
2014年3月に、テレビ朝日開局55周年記念スペシャルドラマ『宮本武蔵』（木村拓哉主演）に、本位田又八役で出演。4月からNHKの音楽番組『MUSIC JAPAN』にレギュラーMCとして加わり、久々に音楽番組の司会を務めることとなった。2月には声優として参加した、一般社団法人日本音楽事業者協会50周年記念作品であるアニメ映画『ジョバンニの島』が公開された。
2015年1月、中居正広主演の人気シリーズ『ナニワ金融道』のスペシャルドラマ『新ナニワ金融道』に、主人公のライバル役として出演。3月からはミュージカル『モンティ・パイソンのスパマロット』が再演され、再びキングアーサー役を務めた。

### 私生活
元OLで2歳年上の一般人女性と、広島・東京間の遠距離交際6年と同棲7年の計13年の交際期間を経て、2004年5月18日に結婚。10年間の別居期間を経て2018年6月に離婚、「令和にどうしても持ち越したくない」として翌2019年4月に離婚を公表した。子供はいない。2022年9月14日、再婚が報じられる。2025年7月24日放送の『ナゼそこ?』の中で、第一子が誕生した事を報告した。

### 結成したユニット
- リュックサックス（トータス松本）[注 1]
- カロゴンズ（篠原ともえ）
- ぢ・大黒堂（ビートたけし+トータス松本）[注 2]
- ゆーずけ（ゆず+ユースケ・サンタマリア）
- ゆーずけいこ（ゆず+ユースケ・サンタマリア+KEIKO (globe)）
- 中山崎（山崎まさよし+ユースケ・サンタマリア）
- シカスケ（スガシカオ+ユースケ・サンタマリア）
- オポチュニティーズ（ユースケ・サンタマリア+マーキー+リサ・ステッグマイヤー）

## 芸名
芸名の由来は、ラテン・ミュージシャンのモンゴ・サンタマリアにあやかったもの。ユースケ曰く、地味なルックスだったため、名前は派手で目立つものを、と考えたとのこと。BINGO BONGOのCDなどでの表記は「ユウスケ・サンタマリア」、『夕陽のドラゴン』のテロップでは「ユウスケサンタマリア」と表記されていた。
当初は「ユースケ サンタマリア」という表記だった芸名を、『笑っていいとも!』のコーナーにおいて姓名判断師の安斎勝洋に『「・」を付記するとこれから仕事の運気が上がりますよ』とアドバイスされ、「ユースケ・サンタマリア」に変更。占いが当ったかは分からないが、実際に改名以降ドラマの主役やメインキャストで出演、バラエティ番組でも司会をすることが増えた。それ以降、芸名は「ユースケサンタマリア」も間違いと主張。新聞のテレビ欄、ラジオ欄は基本的に1行につき10文字表記なので、「ユースケサンタマリア」と表記せざるを得ず、一部紙では単に「ユースケ」と表記されることもある。
「裕介」が本名だが、BINGO BONGO所属時には「桑田佳祐さんの"祐"って書いて"祐介"、だから"スケスケ"とも読める」と発言している。

## エピソード
『桑田佳祐の音楽寅さん 〜MUSIC TIGER〜』で共演した桑田佳祐とも親しく、番組内では桑田のことを「桑っちょ」と呼んでいた。番組を外れた場所や真剣な仕事では「桑田さん」と呼ぶ。桑田のレコーディングに参加した際に、適当に叫んだりしているだけでOKが出るため、「こんなことで喜んでくれるのは桑田さんとBINGO BONGOのリーダーくらいですよ」と笑いを交えて話っていた。桑田もユースケの事を「力強い仲間というか、音楽人として、いいイメージがあるんですよ。唯一無二のアドリブが得意だし（笑）、瞬発力もある。彼のおかげで本当に大きな刺激となりました」と評している。
40歳を過ぎてからモーニング娘。のファンになった。きっかけは、ユースケ曰く、音楽専門チャンネルで『One・Two・Three』のMVを見て今までにないアイドルのカッコ良さを感じたとのこと。中でも生田衣梨奈が推しメンである。『『ぷっ』すま』でも草彅剛にモーニング娘。の良さを力説するも、あまりのはまりっぷりに唖然とされていた。2013年5月6日には中野サンプラザで行われたモーニング娘。の単独コンサートも観覧している。

## 受賞歴
- 1998年
  - 第36回ゴールデン・アロー賞 芸能新人賞
- 2002年
  - 第35回ザテレビジョンドラマアカデミー賞 主演男優賞（『アルジャーノンに花束を』）[11][12]
  - 第12回TV LIFE年間ドラマ大賞 主演男優賞（『アルジャーノンに花束を』『ウエディングプランナー SWEETデリバリー』）[13]
- 2006年
  - 第29回日本アカデミー賞 優秀主演男優賞（『交渉人 真下正義』）
- 2008年
  - 第10回SHORT×SHORT FILM FESTIVAL&ASIA 2008 話題賞
- 2017年
  - 第60回ブルーリボン賞 助演男優賞（『あゝ、荒野』『泥棒役者』）[14]

## 出演
役名の太字は主演。

### テレビドラマ
- 正義のサラリーマン（1995年、日本テレビ）
- 踊る大捜査線（1997年1月7日 - 3月18日、フジテレビ） - 真下正義 役
  - 踊る大捜査線 歳末特別警戒スペシャル（1997年12月30日）
  - 湾岸署婦警物語 初夏の交通安全スペシャル（1998年6月19日）
  - 踊る大捜査線 秋の犯罪撲滅スペシャル（1998年10月6日）
  - 逃亡者 木島丈一郎（2005年12月10日）
  - 踊る大捜査線 THE LAST TV サラリーマン刑事と最後の難事件（2012年9月1日）
- ドンウォリー! 第2話（1998年4月21日、関西テレビ・フジテレビ） - 江頭タカオ 役
- 内田康夫ミステリー 信濃のコロンボ 1（1998年5月1日、フジテレビ） - 木下 役
  - 内田康夫ミステリー 信濃のコロンボ 2（1999年3月19日）
  - 内田康夫ミステリー 信濃のコロンボ 3（2000年6月2日）
- 結婚前夜（1998年7月22日 - 8月19日、NHK総合） - 高杉雅人 役
- 眠れる森（1998年10月8日 - 12月24日、フジテレビ） - 中嶋敬太 役
- 傷だらけの女 第2話（1999年4月20日、関西テレビ・フジテレビ） - 山岡浩一 役
- パーフェクトラブ!（1999年7月5日 - 9月20日、フジテレビ） - 中西リュウ太 役
- お見合い結婚（2000年1月11日 - 3月21日、フジテレビ） -  主演・広瀬光太郎 役（松たか子とW主演）
- マッハブイロク特別ドラマ big大作戦（2000年6月29日、フジテレビ）
- 花村大介（2000年7月4日 - 9月19日、関西テレビ・フジテレビ） - 主演・花村大介 役
  - 花村大介スペシャル（2001年1月2日）
- 世にも奇妙な物語（フジテレビ）
  - 世にも奇妙な物語 秋の特別編 (2000年)「断定男」（2000年10月4日） - 主演・福留聡 役
  - 世にも奇妙な物語 春の特別編 (2005年)「倦怠期特効薬」（2005年4月12日） - 主演・中島卓也 役
- ロケット・ボーイ（2001年1月10日 - 3月21日、フジテレビ） - 鈴木善行 役
- Love Story 最終話（2001年6月24日、TBS） - 川原 役
- できちゃった結婚 第1話（2001年7月2日、フジテレビ）
- 非婚家族 第4話（2001年7月26日、フジテレビ）
- さよなら、小津先生（2001年10月9日 - 12月18日、フジテレビ） - 加藤賢 役
  - さよなら、小津先生スペシャル（2004年11月26日）
- ナンバーワン（2001年12月27日、TBS） - 大貫一之 役
- 愛と青春の宝塚（2002年1月3日・4日、フジテレビ） - 辻清志 役
- ウエディングプランナー SWEETデリバリー（2002年4月10日 - 6月26日、フジテレビ） - 主演・大森トオル 役（飯島直子とW主演）
- 怪談百物語 第3回「うば捨て山」（2002年9月3日、フジテレビ） - 主演・太吉 役
- アルジャーノンに花束を（2002年10月8日 - 12月17日、関西テレビ・フジテレビ） - 主演・藤島ハル 役
- ドラマW 俺は鰯-IWASHI-（2003年4月29日、WOWOW） - 主演・高城太朗 役
- あなたの隣に誰かいる（2003年10月7日 - 12月9日、フジテレビ） - 主演・松本欧太郎 役（夏川結衣とW主演）
- 川、いつか海へ 6つの愛の物語（2003年12月21日 - 26日、NHK総合） - 本間慎平 役
- 東京ワンダーホテル（2004年4月10日・7月24日・11月6日・12月18日 、日本テレビ） - 主演・橘健太郎 役
- ホームドラマ!（2004年4月16日 - 6月25日、TBS） - 秋庭智彦 役
- ホテルサンライズHND「ROOM777 伝説の男」（2005年、テレビ東京） - 山本 役
- 愛と死をみつめて（2006年3月18日・19日、テレビ朝日） - 重光誠治 役
- 今週、妻が浮気します（2007年1月16日 - 3月27日、フジテレビ） - 主演・堂々ハジメ 役
- 生きる（2007年9月9日、テレビ朝日） - 木村 役
- 貧乏男子 ボンビーメン（2008年1月15日 - 3月11日、日本テレビ） - オムオム 役
- 先生はエライっ!（2008年4月12日、日本テレビ） - 宇佐木健也 役
- フジテレビ開局50周年記念ドラマ 黒部の太陽（2009年3月21日・22日、フジテレビ） - 木塚一利 役
- MR.BRAIN 第1話（2009年5月23日、TBS） - 船田勉 役
- 救命病棟24時（第4シリーズ）（2009年8月11日 - 9月22日、フジテレビ） - 澤井悦司 役
  - 救命病棟24時〜2010スペシャル〜（2010年1月3日）
- JNN50周年記念ドラマ 天国で君に逢えたら（2009年9月24日、TBS） - 四宮達也 役
- LADY〜最後の犯罪プロファイル〜（2011年1月7日 - 3月25日、TBS） - 柘植正樹 役
- CO 移植コーディネーター（2011年3月20日 - 4月17日、WOWOW） - 倉本和史 役
- 絶対零度〜特殊犯罪潜入捜査〜 第9話 - 第11話（2011年9月6日 - 20日、フジテレビ） - 木幡雄一 役
- カレ、夫、男友達（2011年11月1日 - 12月20日、NHK総合） - 多田邦一 役
- 家族のうた（2012年4月15日 - 6月3日、フジテレビ） - 三木康祐 役
- ドラゴン青年団（2012年7月17日 - 9月25日、毎日放送・TBS） - 団長 役
- 東野圭吾ミステリーズ 第7話「白い凶器」（2012年8月23日、フジテレビ） - 田宮准一 役
- 親父がくれた秘密〜下荒井5兄弟の帰郷〜（2012年9月12日、テレビ東京） - 下荒井大造 役
- dinner（2013年1月13日 - 3月24日、フジテレビ） - 瀬川壮一 役
- ガリレオXX 内海薫最後の事件 愚弄ぶ（2013年6月22日、フジテレビ） - 上念研一 役
- テレビ朝日開局55周年記念ドラマスペシャル 宮本武蔵（2014年3月15日・16日、テレビ朝日） - 本位田又八 役
- 新ナニワ金融道（2015年1月24日、フジテレビ） - 土壺京一 役
- アイムホーム 第9話（2015年6月11日、テレビ朝日） - 雲井不動産の泊 役
- 探偵の探偵（2015年7月9日 - 9月17日、フジテレビ） - 阿比留佳則 役[15]
- きんぴか（2016年2月13日 - 3月12日、WOWOW） - 広橋秀彦 役[16]
- 火の粉（2016年4月2日 - 5月28日、東海テレビ・フジテレビ） - 主演・武内真伍 役[17]
- コールドケース 〜真実の扉〜 第2話・第4話・最終話（2016年10月29日・11月12日・12月24日、WOWOW） - 赤松英治 役[18]
- 警部補・碓氷弘一〜殺しのエチュード〜（2017年4月9日、テレビ朝日） - 主演・碓氷弘一 役[19]
  - 警部補・碓氷弘一〜マインド〜（2018年11月25日）
- 小さな巨人（2017年5月21日 - 6月18日、TBS） - 矢部貴志　役
- 悦ちゃん〜昭和駄目パパ恋物語〜（2017年7月15日 - 9月16日、NHK総合） - 主演・柳碌太郎 役[20][21]
- 監査役 野崎修平（2018年1月14日 - 3月4日、WOWOW） - 阿部龍平 役[22]
- バイプレイヤーズ 〜もしも名脇役がテレ東朝ドラで無人島生活したら〜 第4話（2018年2月28日、テレビ東京） - ユースケ・サンタマリア（本人） 役
- あなたには帰る家がある（2018年4月13日 - 6月22日、TBS） - 茄子田太郎 役[23]
- 生田家の朝（2018年12月10日 - 26日、日本テレビ） - 主演・生田浩介 役（尾野真千子とW主演）[24]
- 関西テレビ開局60周年特別ドラマ BRIDGE はじまりは1995.1.17神戸（2019年1月15日、関西テレビ・フジテレビ）‐ 玄能美能留 役
- わたし、定時で帰ります。（2019年4月16日 - 6月18日、TBS） - 福永清次 役[25]
- ドクターX〜外科医・大門未知子〜（第6シリーズ）（2019年10月17日 -  12月19日、テレビ朝日） - 潮一摩 役[26]
- テセウスの船（2020年1月19日 - 3月22日、TBS） - 金丸茂雄 役[27]
- 大河ドラマ（NHK総合）
  - 麒麟がくる 第18回 - 第37回（2020年5月17日 - 12月20日） - 朝倉義景 役[28]
  - 光る君へ 第1回 - 第32回（2024年1月7日 - 8月25日） - 安倍晴明 役[29]
- オー!マイ・ボス!恋は別冊で（2021年1月12日 - 3月16日、TBS） - 宇賀神慎一 役[30]
- パンドラの果実〜科学犯罪捜査ファイル〜 Season1（2022年4月23日 - 6月25日、日本テレビ） - 長谷部勉 役[31]
  - パンドラの果実〜科学犯罪捜査ファイル〜 最終章SP（2024年6月16日）[32]
- THE MYSTERY DAY〜有名人連続失踪事件の謎を追え〜（2023年10月7日、日本テレビ） - 主演・戸隠九十九 役[33]
- 全領域異常解決室（2024年10月9日 - 12月18日、フジテレビ） - 荒波健吾 役[34]
- それぞれの孤独のグルメ 第3話・第4話（2024年10月19日・26日、テレビ東京） - 木村正基 役[35]
- DOCTOR PRICE（2025年7月6日 - 、読売テレビ・日本テレビ） - 網野景仁 役[36]

### 配信ドラマ
- 女たちは二度遊ぶ「つまらない女」（2010年5月 - 、BeeTV）
- 新聞記者（2022年1月13日 - 、Netflix） - 豊田進次郎 役
- パンドラの果実〜科学犯罪捜査ファイル〜 Season2（2022年6月25日 - 7月30日、Hulu） - 長谷部勉 役[31]
  - パンドラの果実〜科学犯罪捜査ファイル〜 Season3（2024年6月16日 - 7月14日、Hulu） - 長谷部勉 役[32]
- モダンラブ・東京「彼を信じていた13日間」（2022年10月21日 - 、Amazon Prime Video） - 鈴木洋二 役[37]
- 沈黙の艦隊 シーズン1 〜東京湾大海戦〜（2024年2月9日 - 、Amazon Prime Video） - 南波栄一 役[38]

### 映画
- 踊る大捜査線シリーズ - 真下正義 役
  - 踊る大捜査線 THE MOVIE（1998年10月31日公開、東宝、本広克行監督）
  - 踊る大捜査線 THE MOVIE 2 レインボーブリッジを封鎖せよ!（2003年7月19日公開、東宝、本広克行監督）
  - 踊る大捜査線 BAYSIDE SHAKEDOWN 2（2003年12月20日公開、東宝、本広克行監督）
  - 交渉人 真下正義（2005年5月7日公開、東宝、本広克行監督） - 主演・真下正義 役
  - 踊る大捜査線 THE MOVIE3 ヤツらを解放せよ!（2010年7月3日公開、東宝、本広克行監督）
  - 踊る大捜査線 THE FINAL 新たなる希望（2012年9月7日公開、東宝、本広克行監督）
- 冷静と情熱のあいだ（2001年11月10日公開、中江功監督） - 崇 役
- ドッペルゲンガー（2003年9月20日公開、黒沢清監督） - 君島 役
- UDON（2006年8月26日公開、東宝、本広克行監督） - 主演・松井香助 役
- 酒井家のしあわせ（2006年12月23日公開、呉美保監督） - 酒井正和 役
- キサラギ（2007年6月16日公開、佐藤祐市監督） - オダ・ユージ 役
- R246 STORY-弁当夫婦-（2008年8月23日公開、ユースケ・サンタマリア監督）
- 20世紀少年 -第2章- 最後の希望（2009年1月31日公開、堤幸彦監督） - サダキヨ（佐田清志） 役
- 少年メリケンサック（2009年2月14日公開、宮藤官九郎監督） - 時田英世 役
- 鈍獣（2009年5月16日公開、細野ひで晃監督） - 岡本 役
- 曲がれ!スプーン（2009年11月21日公開、本広克行監督） - コースケ・マツイ 役（友情出演）
- 日輪の遺産（2011年8月27日公開、佐々部清監督） - 野口孝吉 役
- カラスの親指（2012年11月23日公開、伊藤匡史監督） - 競馬場の客 役
- はじまりのみち（2013年6月1日公開、原恵一監督） - 木下敏三 役
- ぼくたちの家族（2014年5月24日公開、石井裕也監督）
- 薔薇色のブー子（2014年5月30日公開、福田雄一監督） - 滝沢幹男 役
- バンクーバーの朝日（2014年12月20日公開、石井裕也監督） - 堀口虎夫 役
- 映画 ST 赤と白の捜査ファイル（2015年1月10日公開、佐藤東弥監督） - 鏑木徹 役
- エイプリルフールズ（2015年4月1日公開、石川淳一監督） - 接客係 役
- 探検隊の栄光（2015年10月16日公開、山本透監督） - プロデューサー 役
- 金メダル男（2016年10月22日公開、内村光良監督） - クイズ番組の司会者 役
- バースデーカード（2016年10月22日公開、吉田康弘監督） - 宗一郎 役[39]
- あゝ、荒野（2017年10月7日前編公開、10月21日後編公開、岸善幸監督） - 堀口 役[40]
- 泥棒役者（2017年11月18日公開、西田征史監督）- 轟良介 役
- 食べる女（2018年9月21日公開、生野慈朗監督） - タナベ 役
- ブルーアワーにぶっ飛ばす（2019年10月11日公開、箱田優子監督）
- アキラとあきら（2022年8月26日公開、三木孝浩監督） - 階堂晋 役[41]
- 沈黙の艦隊（2023年9月29日公開、吉野耕平監督） - 南波栄一 役[42]
- ぼくが生きてる、ふたつの世界（2024年9月20日公開、呉美保監督） - 河合幸彦 役[43][44]
- ストロベリームーン 余命半年の恋（2025年10月17日公開予定、酒井麻衣監督） - 桜井康介 役[45][46]

### 舞台
- 朗読劇 LOVE LETTERS（1998年8月31日、2010年12月14日再演、PARCO劇場） - アンディ 役
- ドント・トラスト・オーバー30（2003年5月24日 - 6月8日、青山劇場他） - 主演・中山ユーイチ 役
- 姫が愛したダニ小僧（2005年7月22日 - 31日、アートスフィア） - 主演・祐一 役
- 恐れを知らぬ川上音二郎一座（2007年11月 - 12月、シアタークリエ） - 主演・川上音二郎 役
- 東京月光魔曲（2009年12月15日 - 2010年1月10日、シアターコクーン） - 出演・八木太郎 役
- その族の名は『家族』-作・演出：岩井秀人（2011年4月13日 - 4月28日、青山劇場） - 主演・通子 役
- モンティ・パイソンのスパマロット（2012年、赤坂ACTシアター他） - 主演・アーサー王 役
  - モンティ・パイソンのスパマロット（2015年、赤坂ACTシアター他） - 主演・アーサー王 役
- 小野寺の弟・小野寺の姉（2013年7月12日 - 8月11日、天王洲 銀河劇場他） - 手塚英作 役
- 音楽劇 海王星（2021年12月6日 - 30日、PARCO劇場 / その後、大阪・富山・宮城・青森・愛知を巡演） - 彌平 役[47]
- OUT OF ORDER（2023年11月11日 - 12月30日、鳥栖市民文化会館 大ホール他） - リチャード 役[48]

### テレビ番組
現在
- 世界ナゼそこに?日本人 〜知られざる波瀾万丈伝〜 → ナゼそこ?（2012年10月26日 - 、テレビ東京） - MC
- みいつけた!さん（2018年 - 、NHK Eテレ） - イースケ・スワリタイヤ 役（声の出演）不定期出演

過去
- ROCKET TV（大分朝日放送）
- アジアNビート（1994年 - 1998年、フジテレビ） - 司会
- 夕陽のドラゴン（1995年4月 - 1997年3月、スペースシャワーTV） - 司会
  - 真夜中のドラゴン（1996年、スペースシャワーTV）※BINGO BONGOアルバム宣伝のための期間限定5分番組
- VIDEO JAM（1996年5月 - 1997年、テレビ朝日）
- 真夜中の王国（1997年、NHK-BS2） - 月曜司会
- MISSING LINK（1997年10月 - 1998年03月、スペースシャワーTV）
- 電リク野郎ELVIS（1998年4月 - 2000年3月、スペースシャワーTV）
- パパパパパフィー（1997年10月 - 1999年9月、テレビ朝日） - 不定期出演
- 人気者でいこう!（1998年3月 - 1998年8月頃、朝日放送テレビ・テレビ朝日）- 不定期出演
- 奇跡体験!アンビリバボー（1998年4月 - 9月、フジテレビ）
- 森田一義アワー 笑っていいとも!（1998年4月 - 2000年3月、フジテレビ）
  - 笑っていいとも!増刊号
  - 笑っていいとも!特大号
- 『ぷっ』すま（1998年10月5日 - 2018年3月31日、テレビ朝日） - MC
  - 『ぷっ』すまスペシャル（1999年3月26日 - 2014年3月8日） - MC
- P-STOCK（フジテレビ）
- 新橋ミュージックホール（1997年10月1日 - 1999年3月27日、読売テレビ・日本テレビ） - 中山裕介 役（司会）
- すけスケシルバ（フジテレビ）
- ターニングポイント（朝日放送テレビ・テレビ朝日） - 進行
- プレゼンタイガー（フジテレビ）
- トロイの木馬（フジテレビ） - 司会
- saku saku morning call（tvk） - 月曜MC
- ユースケの空気3000（スペースシャワーTV）
- 恋愛の家庭教師（フジテレビ） - 家庭教師センターの男（MC）
- とりあえずイイ感じ。（日本テレビ） - MC
- 桑田佳祐の音楽寅さん 〜MUSIC TIGER〜（2000年10月6日 - 2001年3月30日・10月5日 - 26日・2009年4月20日 - 9月21日、フジテレビ）
  - 桑田佳祐の音楽寅さん 〜MUSIC TIGER〜スペシャル（2003年6月29日・2006年8月21日・2009年12月22日・2012年7月11日）
- 熱血!サンタマリア（フジテレビ）
- いま何待ち?（2002年10月7日 - 2003年3月24日、フジテレビ） - 西荻トシキ 役
- 平成教育委員会派生シリーズ（フジテレビ） - 講師（MC）
  - 平成教育予備校（2005年1月16日 - 2006年9月10日）
  - 熱血!平成教育学院（2006年10月15日 - 2011年3月20日）
  - 1年1組 平成教育学院（2011年4月17日 - 9月11日）
- オトナの!（2012年1月11日 - 2016年6月30日、TBS）
- MUSIC JAPAN（2014年4月6日 - 2016年4月3日、NHK総合） - MC
- オトナに!（2017年6月21日 - 2018年10月10日、東京MXテレビ） - MC
- ラストアイドル（2018年1月21日 - 4月1日、テレビ朝日） - セカンドシーズン[注 3]MC
- オータケ・サンタマリアの100まで生きるつもりです → 100まで楽しむつもりです（2018年10月9日 - 2019年9月28日、テレビ朝日）
- 先生、、、どこにいるんですか? 〜会って、どうしても感謝の言葉を伝えたい。〜（2019年10月4日 - 2020年1月24日、テレビ東京） - MC

特番
- 火・曜・特・番!!「鶴瓶・ユースケの家族で考える安全第一ライフ」（2000年2月8日、フジテレビ）
- 魁!音楽番付 先駆け年越し 生ライブSP（2006年12月29日、フジテレビ） - MC
  - 魁!音楽番付 桜満開今宵は宴だ!春祭りスペシャル!!!（2007年4月4日、フジテレビ） - MC
- お宝THEプレミアム（2009年4月6日、フジテレビ） - MC
- 2000万円クイズ!マネードロップ（2012年10月31日、2013年1月10日、TBS） - 司会
- アバケン（2013年10月13日・2014年1月2日・5月6日・8月26日、フジテレビ） - 司会
- スペースシャワーTV開局25周年特別番組“25時間テレビ”（2014年11月29日 - 30日、スペースシャワーTV） - 司会
- SPACE SHOWER MUSIC AWARDS（2016年2月28日・2017年3月7日・2018年3月1日・2019年3月7日、スペースシャワーTV） - 司会
  - SPACE SHOWER TV 30TH ANNIVERSARY SPACE SHOWER MUSIC AWARDS 2020（2020年3月13日、スペースシャワーTV） - 司会
- 先生、、、生きてますか? 〜会って、どうしても感謝の言葉を伝えたい。〜（2019年7月26日、テレビ東京） - MC

### 配信番組
- ユースケ&ハマケンの会員制おもかげラヂオ（2011年6月 - 8月、Bee TV）
- タブレット・プレゼン・バトル（2011年9月19日、GyaO!・ニコニコ生放送・Ustream） - MC
- せいこうユースケトーク!（2016年7月27日 - 2017年5月31日、AbemaTV） - MC
- なぎスケ!（2019年12月19日 - 2021年11月11日、Amazon Prime Video）[49]

### ラジオ
- YO!HO!（1996年10月 - 1997年3月、TBSラジオ）
- ユースケ・サンタマリアのGEORGIA Cafe（1997年4月 - 1998年3月、FMとやま・FM石川・FM福井）
- THE おとばん（1997年4月 - 2001年3月、TBSラジオ）

### 劇場アニメ
- ピノッキオ（2003年3月21日公開、アスミック・エース、ロベルト・ベニーニ監督・主演） - 主演・ピノッキオ 役（日本語吹替）
- ジョバンニの島（2014年2月22日公開、ワーナー・ブラザース・ピクチャーズ、西久保瑞穂監督） - 瀬能英夫 役
- ONE PIECE STAMPEDE（2019年8月9日公開、東映、大塚隆史監督） - ブエナ・フェスタ 役[50]

### テレビアニメ
- ONE PIECE STAMPEDE 映画連動特別編（2019年7月28日・8月4日、フジテレビ） - ブエナ・フェスタ 役
- おじゃる丸×光る君へ コラボスペシャル「ヘイアンチョウまったりホリデイ」（2024年10月19日、NHK Eテレ） - 安倍晴明 役

### ゲーム
- 爆走デコトラ伝説2 男人生夢一路（1999年12月16日発売） - 語り

### ミュージック・ビデオ
- しあわせですか（ウルフルズ）
- 白い恋人達（桑田佳祐）
- SAYONARA（ORANGE RANGE）
- 明星（トータス松本）
- MASARU（桑田佳祐）

### CM
- エスキモー「板チョコモナカ」（BINGO BONGO時代）
- ヤマハ発動機「ヤマハ・ジョグ」
- L'Arc〜en〜Ciel『HEAVEN'S DRIVE』
- 東京電話
- JT「ルーツ」
- ダンディハウス
- AXIA
- サントリー「スーパーチューハイ」
- ベルクラシック
- ユーキャン
- スガシカオ『Sugarless』
- 山崎まさよし ベスト・アルバム
- アットローン
- 週刊getサポート
- NINTENDO DS アナザーコード 2つの記憶
- トヨタ「カローラワゴン」（カロゴンズ）
- ハウス食品「ウコンの力」
- オートバックスセブン
- アサヒ飲料「WONDAショット&ショット」
- インスタントくじ「スクラッチ」
- カウネット
- ユニクロ「UT」
- 東邦ガス／四国ガス
- H.I.S.
- ダイハツ工業
  - 「ダイハツ・タント」
  - 「エコカー免税ラインナップ」
- 大正製薬「ナロンエースR」
- 日清食品「日清のラーメン屋さん」（CMソングも歌唱）
- メガ・エッグ
- RIZAP
- サントリーフーズ「GREEN DA・KA・RA」

## ディスコグラフィ

### シングル
|                     | 発売日              | タイトル            | c/w                 | 規格                | 規格品番            |
| Ki/oon Sony Records | Ki/oon Sony Records | Ki/oon Sony Records | Ki/oon Sony Records | Ki/oon Sony Records | Ki/oon Sony Records |
| ------------------- | ------------------- | ------------------- | ------------------- | ------------------- | ------------------- |
| 1st                 | 1998年7月1日        | お世話になります    | 君はチンチクリン    | 8cmCD               | KSD2-1191           |
| 2nd                 | 1999年7月1日        | キレてんじゃない    | 青春ヨーデルど真中  | 8cmCD               | KSD2-1222           |

### アルバム

#### オリジナル・アルバム
|                     | 発売日              | タイトル            | 規格                | 規格品番            |
| Ki/oon Sony Records | Ki/oon Sony Records | Ki/oon Sony Records | Ki/oon Sony Records | Ki/oon Sony Records |
| ------------------- | ------------------- | ------------------- | ------------------- | ------------------- |
| 1st                 | 1999年2月20日       | ピッツバーグ        | CD                  | KSC2-263            |

### タイアップ
| 曲名       | タイアップ                    | 収録作品                 |
| ---------- | ----------------------------- | ------------------------ |
| 鶴亀ワルツ | NHKドラマ『鶴亀ワルツ』主題歌 | アルバム『ピッツバーグ』 |

### 参加アルバム
| 発売日        | 商品名                         | 歌                                            | 楽曲               | 備考                                                |
| ------------- | ------------------------------ | --------------------------------------------- | ------------------ | --------------------------------------------------- |
| 2009年8月5日  | サルサ食堂〜日本ラテン化計画〜 | ユースケ・サンタマリア                        | 「昔私が愛した人」 |                                                     |
| 2016年9月21日 | 再建設的                       | ユースケ・サンタマリア with KERA & 犬山イヌコ | 「JOE TALKS」      | いとうせいこう&リビルダーズのトリビュート・アルバム |

## 書籍
- さよなら永遠に（ワニブックス）
- 表裏一体（ぴあ）